# Gsallkopf
De Gsallkopf is een 3277 meter hoge bergtop in de Ötztaler Alpen in het Oostenrijkse Tirol.
De berg is gelegen in de Kaunergrat, ten noordwesten van de Rofelewand, tussen het Pitztal en het Kaunertal in, ongeveer vier kilometer hemelsbreed ten noordoosten van Feichten (gemeente Kaunertal). Op de westelijke flank van de berg is de gletsjer Gsallferner gelegen. De top van de Gsallkopf is vanaf de Verpeilhütte over de zuidflank in ongeveer vier uur te bereiken. Deze klimtocht kent een UIAA-moeilijkheidsgraad van II.